# 21. People’s Choice Awards-gála
A 21. People’s Choice Awards-gála az 1994-es év legjobb filmes, televíziós és zenés alakításait értékelte. A díjátadót 1995. március 5-én tartották a kaliforniai Universal Studios Hollywoodban, a műsor házigazdái Tim Daly és Annie Potts voltak. A ceremóniát a CBS televízióadó közvetítette.

## Győztesek és jelöltek
Forrás:
| Az év új tévévígjátéka               | Az év női előadója                   |
| ------------------------------------ | ------------------------------------ |
| - Ellen - Jóbarátok                  | - Reba McEntire                      |
| Az év vígjátéka                      | Az év rockegyüttese                  |
| - Télapu                             | - Aerosmith                          |
| Az év férfi tévés sztárja            | Az év férfi előadója                 |
| - Tim Allen - Házi barkács           | - Garth Brooks                       |
| Az év női előadója új tévéműsorban   | Az év női tévés sztárja              |
| - Ellen DeGeneres - Ellen            | - Roseanne Barr - Roseanne           |
| Az év női vígjáték-sztárja           | Az év vígjátékműsora                 |
| - Whoopi Goldberg - Corrina, Corrina | - Házi barkács                       |
| Az év drámaműsora                    | Az év drámai színésze                |
| - Vészhelyzet                        | - Tom Hanks - Forrest Gump           |
| Az év drámája                        | Az év férfi előadója új tévéműsorban |
| - Forrest Gump                       | - Anthony Edwards - Vészhelyzet      |
| Az év férfi vígjáték-sztárja         | Az év drámai színésznője             |
| - Tim Allen - Télapu                 | - Jodie Foster - Nell, a remetelány  |
| Az év filmje                         | Az év új drámaműsora                 |
| - Forrest Gump                       | - Vészhelyzet                        |

## Fordítás
- Ez a szócikk részben vagy egészben  a(z)   21st People's Choice Awards című angol Wikipédia-szócikk fordításán alapul.  Az eredeti cikk szerkesztőit annak laptörténete sorolja fel. Ez a jelzés csupán a megfogalmazás eredetét és a szerzői jogokat jelzi, nem szolgál a cikkben szereplő információk forrásmegjelöléseként.